# Арсенат никеля(II)
Арсенат никеля(II) — неорганическое соединение,
соль никеля и мышьяковой кислоты с формулой Ni3(AsO4)2,
жёлтые кристаллы,
не растворяется в воде,
образует кристаллогидраты — зелёные кристаллы.

## Получение
- В природе встречается минерал аннабергит — Ni3(AsO4)2 · 8H2O с примесями[1].
- Реакция растворов сульфата никеля(II) и арсената натрия [2]:

{\displaystyle {\mathsf {3NiSO_{4}+2Na_{3}AsO_{4}+8H_{2}O\ {\xrightarrow {}}\ Ni_{3}(AsO_{4})_{2}\cdot 8H_{2}O\downarrow +3Na_{2}SO_{4}}}}

## Физические свойства
Арсенат никеля(II) образует жёлтые кристаллы нескольких модификаций:
- моноклинная сингония, пространственная группа P 21/c, параметры ячейки a = 0,5764 нм, b = 0,9559 нм, c = 1,0194 нм, β = 92,95°, Z = 4;
- ромбическая сингония, пространственная группа C mca, параметры ячейки a = 0,5843 нм, b = 1,1263 нм, c = 0,8164 нм, Z = 4.

Не растворяется в воде.
Образует кристаллогидрат состава Ni3(AsO4)2 · 8H2O — зелёные кристаллы
моноклинной сингонии,
пространственная группа I 2/m,
параметры ячейки a = 1,0015 нм, b = 1,3284 нм, c = 0,4698 нм, β = 102,23°, Z = 2.

## Применение
- Катализатор получения твёрдого мыла.